# Пер Браге Молодший

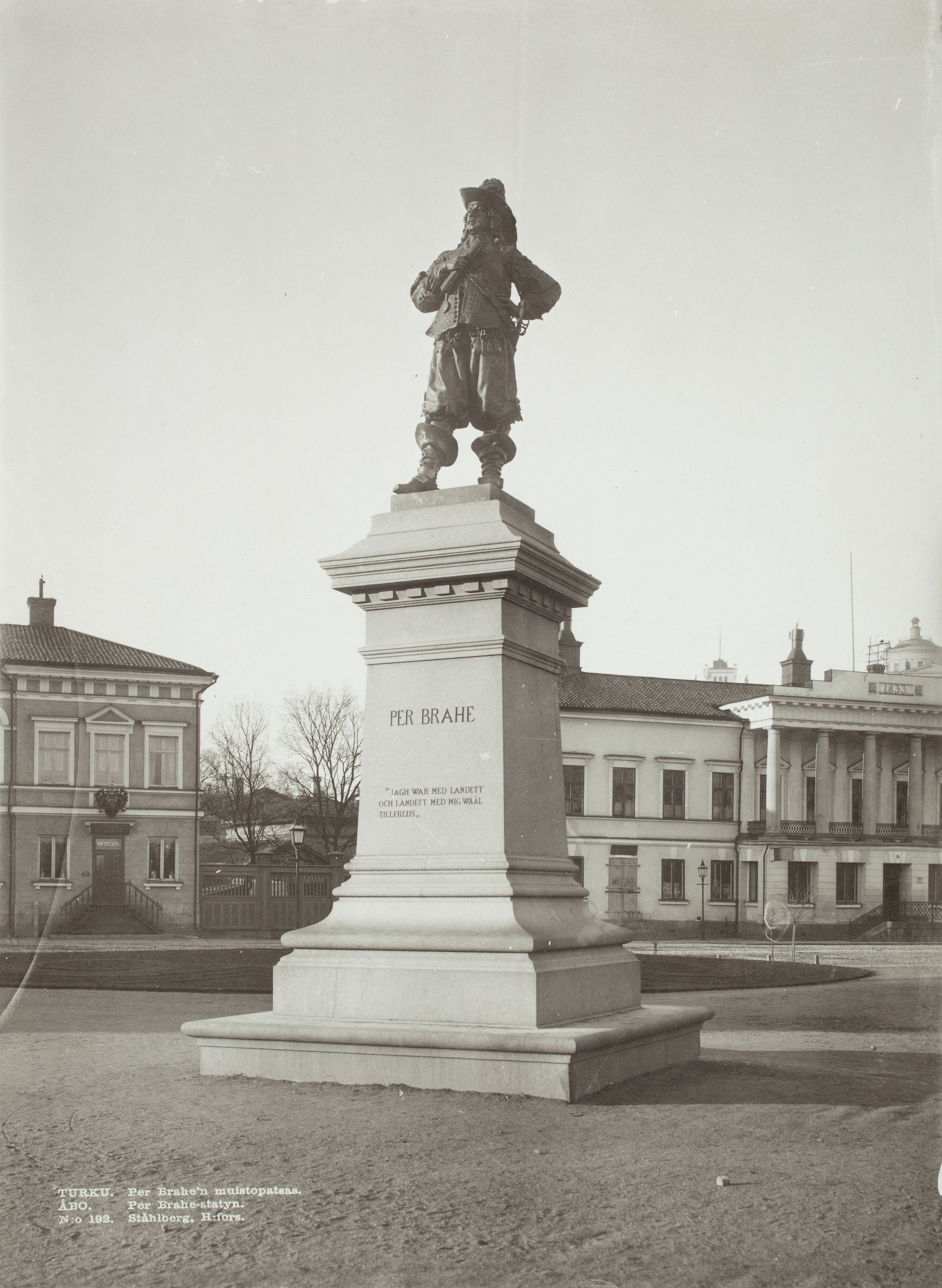
Пам'ятник Перу Браге Молодшому (Турку)

Пер Браге Молодший (18 лютого 1602 , Замок Рюдбогольм (Швеція), лен Стокгольм  — 12 вересня 1680 , Замок Боґесунд (Швеція), лен Стокгольм ) — шведський державний і військовий діяч, дипломат, генерал-губернатор Фінляндії. Регент Швеції (двічі), риксдротс.

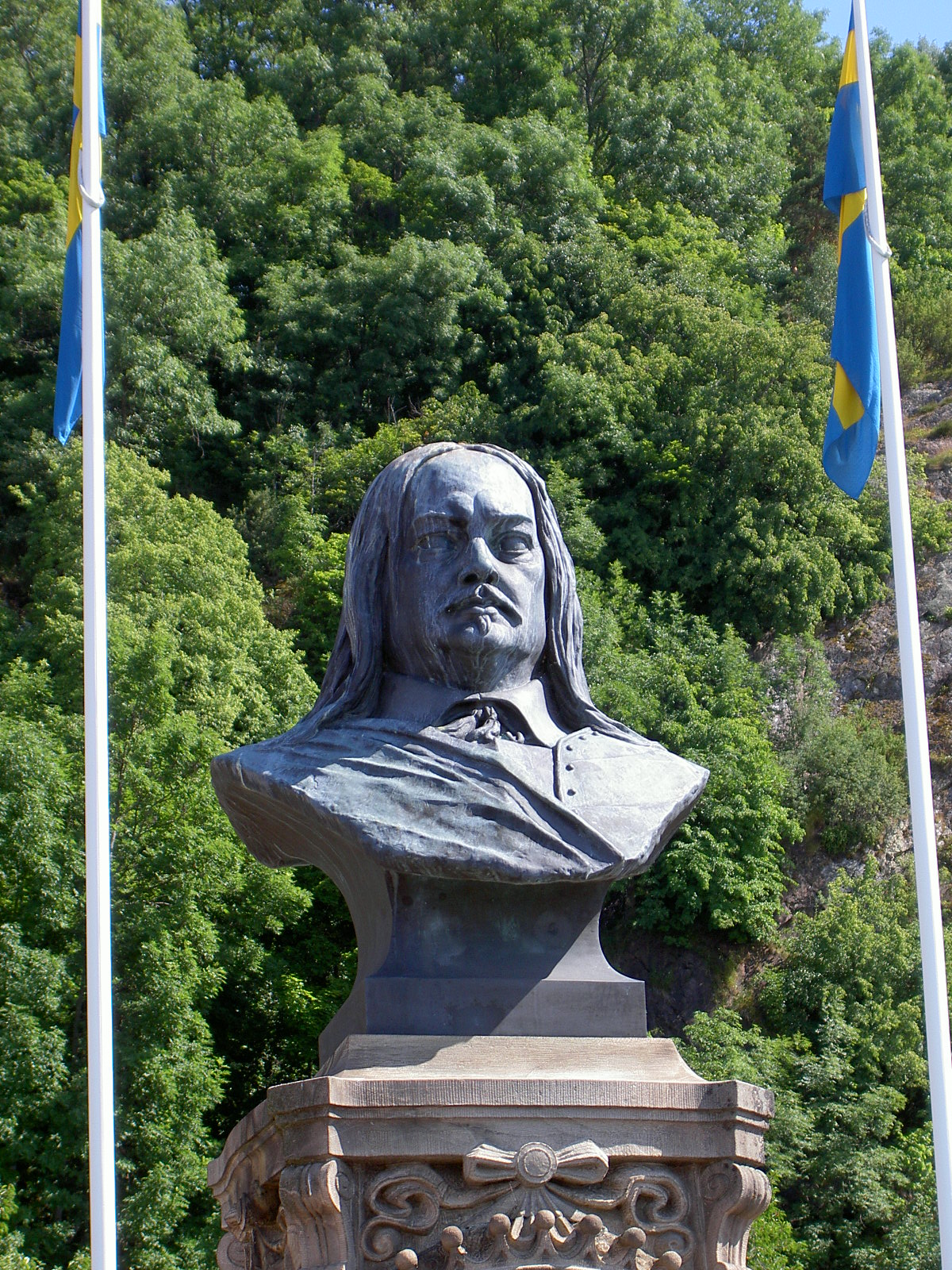
Бронзовий бюст Пера Браге Молодшого Гренна (Швеція)

Представник шведської гілки відомого дворянського роду Браге. Онук державного діяча Пера Браге Старшого (1520—1590), племінника короля Густава I і двоюрідного брата трьох шведських королів Еріка XIV, Юхана III і Карла IX.
Освіту здобув в університетах Уппсали, Гессена, Бонна, Страсбурга і Падуї, багато подорожував і перебував на державній службі, з 1626 року — камергер Густава II Адольфа і помічник риксканцлера А. Оксеншерни.
В чині полковника кавалерійського полку відзначився в битвах з Пруссією в ході війни з Річчю Посполитою (1626—1629), в 1630 році — в Німеччині.
В 1629 році був обраний президентом риксдагу, а в наступному році став таємним радником короля.
1632 року у битві під Лютценом у званні генерал-лейтенанта разом з Додо Кніпгаузеном керував центром шведського війська. Після загибелі Густава II Адольфа в цій битві змінив військову службу на політичну.
Разом з А. Оксеншерною для розв'язання дипломатичних питань за підсумками Тридцятилітньої війни в 1633 році був посланий в Німеччину. В результаті переговорів вся повнота військової і політичної влади в протестантській Німеччині перейшла до виборної ради на чолі зі шведським канцлером Оксеншерною.
У 1635 році Браге уклав з Польщею Штумсдорфське перемир'я.
У 1632—1644 роках — разом з Акселем Оксеншерною виконував обов'язки регента при неповнолітній Христині, майбутній королеві Швеції.
У 1637—1640 і 1648—1654 роках був шведським генерал-губернатором Фінляндії, у розвиток якої зробив значний внесок. Він реформував усю адміністративну систему країни, створив поштову систему, заснував десять нових міст, серед них 1649 року заснував місто Брагестад (після здобуття Фінляндією незалежності — Раахе), вжив заходів для поліпшення й розвитку торгівлі та сільського господарства, дбав про церковний благоустрій, про шкільну й гірничу справу, багато в чому сприяв розвитку освіти.
У 1640 році заснував перший університет у Фінляндії — Королівську академію в Або (нині Академія Або в Турку), де став першим канцлером. На його пам'ятнику в Турку викарбувано напис: «Я був задоволений землею — а земля мною».
Після смерті Карла X Густава в 1660 році, як лорд-стюард, став одним з регентів Швеції вдруге. У державній раді Швеції Пер Браге Молодший займав перше місце і був одним з опікунів Карла XI, взявши на себе весь контроль за зовнішніми відносинами та внутрішніми справами королівства.
Помер 2 вересня 1680 в своєму замку Бугесунд в Уппланді (нині в комуні Ваксхольм лена Стокгольм).